# Colonia Carlos Diez Gutiérrez
Colonia Carlos Diez Gutiérrez är en ort i Mexiko.   Den ligger i kommunen Ciudad del Maíz och delstaten San Luis Potosí, i den centrala delen av landet, 300 km norr om huvudstaden Mexico City. Colonia Carlos Diez Gutiérrez ligger 1 467 meter över havet och antalet invånare är 118.
Terrängen runt Colonia Carlos Diez Gutiérrez är kuperad. Runt Colonia Carlos Diez Gutiérrez är det glesbefolkat, med 11 invånare per kvadratkilometer. Närmaste större samhälle är Ciudad del Maiz, 7,3 km väster om Colonia Carlos Diez Gutiérrez. I omgivningarna runt Colonia Carlos Diez Gutiérrez växer huvudsakligen savannskog.